# عبادة القزاز
محمد أبو عبد الله بن عُبادة بن القزّاز من شعراء الأندلس عاش في القرن الخامس الهجري في منطقة الْبِيرَة. اتصل ببني صمادح ومدحهم، حيث كان شاعر المعتصم بن صمادح صاحب ألمرية. يعد عبادة القزاز أول من برع بفن الموشحات في الشعر الأندلسي، الذي استحدثه الشعراء المتأخرون في حقبة الطوائف.
كثيراً ما يخلط خطأ بين عبادة القزاز وعبادة بن ماء السماء، وقد خلط بينهما أول مرة ابن سناء الملك، وذكر ابن خلدون عبادة القزاز فيما لم يذكر عبادة بن ماء السماء.

## شعره
قال في المعتصم بن صمادح: